# Stanisław Linowski (aktor)
Stanisław Linowski (ur. 23 maja 1996) – polski aktor.

## Życiorys
W 2015 wystąpił w spektaklu Teatr Telewizji Kobieta w lustrze, zrealizowanym w ramach cyklu Teatroteka WFDIF. Zadebiutował w 2018 rolą w spektaklu Kariera Artura Ui w Teatrze im. Juliusza Słowackiego w Krakowie. 23 marca 2018 zwyciężył w XXXIX Przeglądzie Piosenki Aktorskiej we Wrocławiu za sprawą wykonania utworów „Trwoga” Zbigniewa Wodeckiego i „mpaKOmpaBIEmpaTa” Lao Che.
Od 3 września 2019 jest aktorem Starego Teatru w Krakowie. W 2020 ukończył studia na Wydziale Aktorskim Akademii Sztuk Teatralnych im. Stanisława Wyspiańskiego w Krakowie.

## Dorobek aktorski

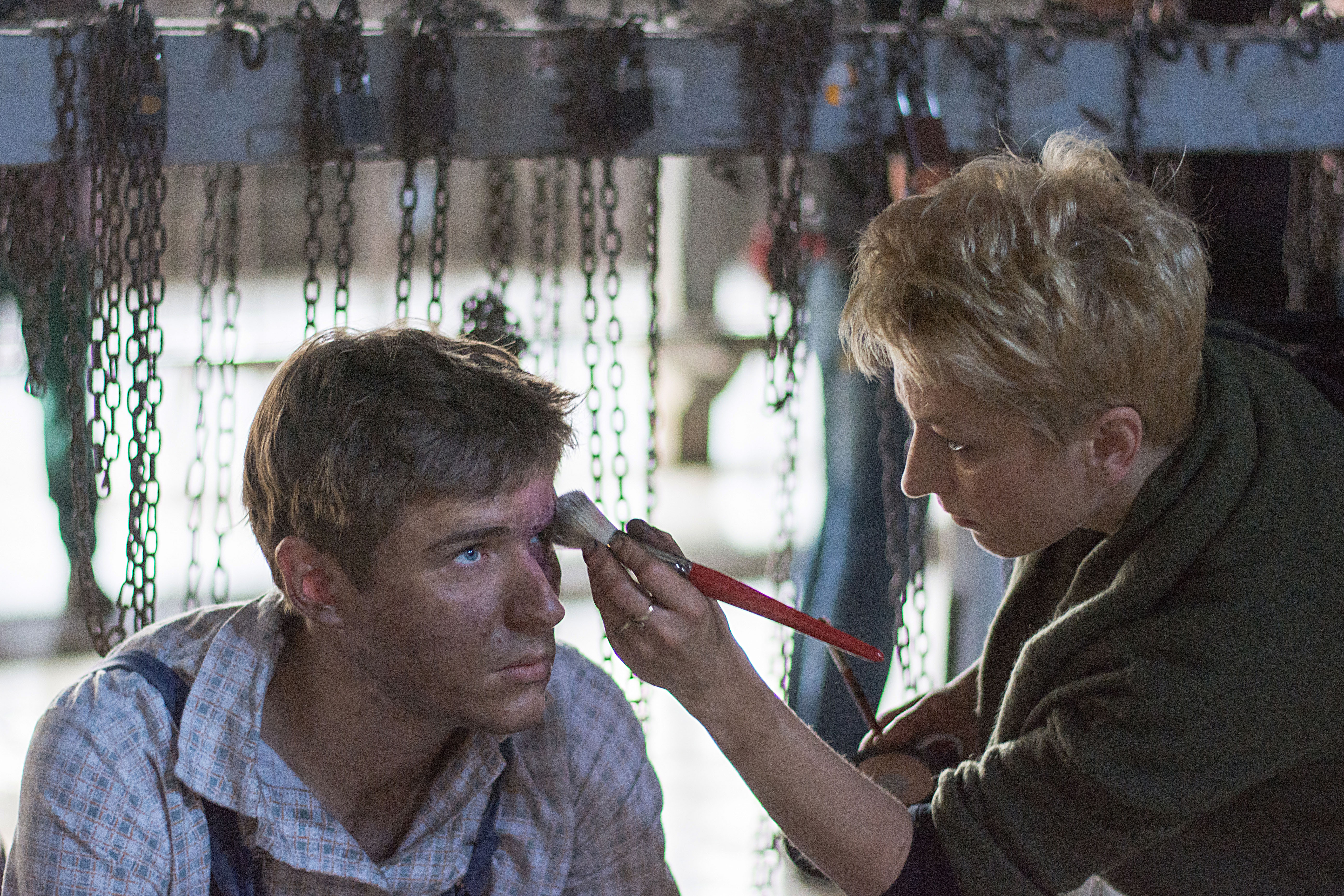
Linowski na planie filmu Rykoszety (2019)

|  | Oczekuje na premierę |

### Filmy
| Rok  | Tytuł                                    | Rola              | Dodatkowe informacje    |
| ---- | ---------------------------------------- | ----------------- | ----------------------- |
| 2019 | Rykoszety                                | Jańcio            | film krótkometrażowy    |
| 2019 | Piękna sierpniowa noc                    | Adam              | etiuda szkolna          |
| 2019 | Miłość                                   | młody Pawełek     | etiuda szkolna          |
| 2020 | Każdy ma swoje lato                      | chłopak z pociągu |                         |
| 2020 | Całe moje życie                          |                   | etiuda szkolna          |
| 2020 | 25 lat niewinności. Sprawa Tomka Komendy | Piotr             | również jako miniserial |
| 2022 | Wszystko w porządku                      |                   | film krótkometrażowy    |
| 2023 | Szalona wiosna                           | Marcin            |                         |
| 2024 | Napad                                    | Marek Nowak       |                         |

### Seriale telewizyjne
| Rok       | Tytuł                          | Rola                    | Odcinki              |
| --------- | ------------------------------ | ----------------------- | -------------------- |
| 2016      | Skazany na niepamięć           | Kazimierz Krauze        |                      |
| 2017      | Belfer                         | Tymon Karski            | 8 odcinków           |
| 2018–2019 | Pod powierzchnią               | Janek Cichy             | 13 odcinków          |
| 2019      | Komisarz Alex                  | Marek Surowiec          | „Bardzo długi dzień” |
| 2020      | The Liberator                  | kowboj                  | odcinek 4            |
| 2021      | Sexify                         | Jakub                   | odcinek 8            |
| 2021      | Planeta singli. Osiem historii | Maciek Jeżewski         | „Grzesznica”         |
| 2022      | Krakowskie potwory             | Lucjan „Lucky” Szczęsny | 8 odcinków           |
| 2022      | Brokat                         | Staszek                 | 6 odcinków           |
| 2022–2023 | Mój agent                      | Kuba Wiśniewski         | 7 odcinków           |
| 2023      | #BringBackAlice                | Luka Czapski            | 6 odcinków           |
| 2024      | Rodziny takie jak nasza        | Bartek                  | 2 odcinki            |
| 2024–2025 | Lady Love                      | Andreas Meier           | 2 odcinki            |
| 2025      | Zakładnicy                     | Koleś                   |                      |
| TBA       | Niebo. Rok w piekle            | Sebastian Keller        |                      |

### Spektakle teatralne
| Rok  | Tytuł                                | Rola       | Teatr                                                           | Dodatkowe informacje |
| ---- | ------------------------------------ | ---------- | --------------------------------------------------------------- | -------------------- |
| 2012 | Medea na Manhattanie                 |            | Towarzystwo im. Edyty Stein, Wrocław                            |                      |
| 2015 | Kobieta w lustrze                    | Jakub      | Teatr Telewizji                                                 |                      |
| 2018 | Kariera Artura Ui                    | Caruther   | Teatr im. Juliusza Słowackiego, Kraków                          |                      |
| 2018 | Spaleni słońcem_secondhand_          |            | Akademia Sztuk Teatralnych im. Stanisława Wyspiańskiego, Kraków |                      |
| 2019 | Niech żyje Polska / Sztuka prawicowa | Jakub      | Stary Teatr, Kraków                                             |                      |
| 2020 | Jeńczyna                             |            | Stary Teatr, Kraków                                             |                      |
| 2021 | Tonąca dziewczyna                    |            | Stary Teatr, Kraków                                             |                      |
| 2021 | Biesy. Spektakl o piciu herbaty      | Liputin    | Stary Teatr, Kraków                                             |                      |
| 2021 | Kwadrat                              |            | Stary Teatr, Kraków                                             | również scenarzysta  |
| 2022 | Salome                               | Jokanaan   | Stary Teatr, Kraków                                             |                      |
| 2022 | Orlando Bloomsbury                   | Orlando    | Stary Teatr, Kraków                                             |                      |
| 2023 | Opera za trzy grosze                 | Brown      | Stary Teatr, Kraków                                             |                      |
| 2023 | Niemęski                             |            | Stary Teatr, Kraków                                             |                      |
| 2023 | Magnetyzm serc                       | Albin      | Stary Teatr, Kraków                                             |                      |
| 2024 | Dzieje grzechu                       | Szczerbiec | Stary Teatr, Kraków                                             |                      |
| 2024 | Ziemia jest płaska                   |            | Stary Teatr, Kraków                                             |                      |